# José Larrocha
José de Larrocha González (Granada, 27 de octubre de 1850 – Buenos Aires, 22 de junio de 1933) fue un pintor español de paisajes y escenas costumbristas y maestro de numerosos pintores.

## Biografía

### Familia
Fue el primero de los ocho hijos del matrimonio formado por José de Larrocha Sánchez, barbero y escribiente de profesión, y Carmen González Jiménez.
El quinto hijo del matrimonio, Eduardo Larrocha, nacido en 1860, también fue pintor, aunque casi desconocido.
La pianista Alicia de Larrocha es nieta de Federico Larrocha, otro hermano de José nacido en 1863, sexto de los ocho hijos del matrimonio.

### Formación
Aprendió pintura con los maestros Joaquín de la Rosa y Julián Sanz del Valle, dos reconocidos pintores granadinos de la época y en la Escuela de Bellas Artes de Granada, donde cursó Dibujo de Figura, Modelado y Vaciado y Antiguo y Ropaje desde 1863 hasta 1870 e intermitentemente entre 1873 y 1888, con los maestros Ginés Noguera, pintor miembro correspondiente de la Academia de Bellas Artes de San Fernando y conservador del Museo Provincial de Granada y Miguel Marín y Torres, escultor que llegó a dirigir la misma escuela y que fue colaborador de la Comisión de Monumentos, Francisco Morales, destacado escultor e imaginero, y Manuel Obrén, director de la Escuela de Bellas Artes de Granada entre 1879 y 1897. También fue alumno de Carlos Haes en la Escuela Especial de Pintura, Escultura y Grabado de Madrid, donde estuvo matriculado en 1871 y entre 1879 y 1881.

### Trayectoria
A partir de su estancia en Madrid se conoce su participación en exposiciones. La primera de ellas la Exposición Nacional de 1876 con un cuadro titulado «Estudio de un salón de antigüedades». En 1880 participó en la primera Exposición del Círculo de Bellas Artes de Madrid con dos obras tituladas «Estudio de paisaje» y «Una Vieja» y en 1881 en la Exposición Nacional con el cuadro «Un paisaje de la Casa de Campo».
De regreso a Granada continuó su prolífica producción pictórica de estudios al natural, retratos y cuadros de costumbres, y siguió participando en tanto en exposiciones nacionales como en las locales, incluso en escaparates de comercios granadinos.
Se unió al Centro Artístico, entidad cultural fundada en 1885 a raíz del terremoto que asoló la provincia en diciembre del año anterior, e incorporó a la colección permanente de la entidad varios trabajos entre los que se cuentan el óleo sobre lienzo titulado «Torre de los picos». Continuó una intensa colaboración con la entidad, participando en exposiciones, rifas, excursiones, visitas culturales, actividades formativas, etcétera y organizando también estas labores.
Participó en numerosas exposiciones sobre todo de carácter local y como jurado en diversos certámenes organizados por el Ayuntamiento de Granada, Centro Artístico, Sociedad Económica de Amigos del País, fiestas del Corpus, etc.
Animado por su hijo Baldomero que llevaba unos años residiendo en Argentina, José Larrocha, con su esposa y los otros dos hijos y un gran número de cuadros, se trasladaron al país hispanoamericano en 1915, sin que se conozcan otros motivos para este cambio tan drástico en la vida del pintor, ya entonces de edad avanzada.
En Argentina expuso en muchas ocasiones en la Galería Witcomd, tanto obras producidas en el país hispanoamericano como otras pintadas en Granada, que viajaron con él.

#### Docencia
Además de su ingente labor pictórica, Larrocha desarrolló una intensa actividad docente tanto en las múltiples ubicaciones de su estudio, donde enseñaba dibujo y pintura, como en centros docentes oficiales y privados, en los cuales mostró grandes dotes pedagógicas y fue considerado el maestro con más prestigioso de Granada. Impartió clases de Perspectiva en el Centro Artístico; desde 1891 hasta 1897 fue profesor en la Escuela de Bellas Artes de Granada y entre 1893 y 1895 en el Instituto de segunda enseñanza, como profesor de Dibujo. De 1897 a 1903 fue profesor de Dibujo de Figura  y de Dibujo de Paisaje en la Escuela Municipal de Dibujo y Pintura de la Sociedad Económica de Amigos del País y en el curso 1898-1899 enseñó gratuitamente Dibujo en las Escuelas del Ave María
Fueron discípulos suyos numerosos pintores tanto de renombre como desconocidos, entre los que cabe destacar:  Manuel Ángeles Ortiz; Mariano Bertuchi Nieto; José Carazo Martínez; Ramón Carazo Martínez; José Garrigues Motos; Ismael González de la Serna; Ernesto Gutiérrez; Rafael Latorre Biedma; José María López Mezquita; Diego Marín López; José María Rodríguez Acosta; José Ruiz de Almodóvar Burgos; Manuel Ruiz Sánchez Morales; Aurelia Navarro Moreno.
Fue profesor de la Escuela Normal número 6 de Buenos Aires.

### Final
Falleció en Buenos Aires el 22 de junio de 1933.

## Distinciones
- Académico de número de la Academia de Bellas Artes de Granada.

## Obra
La obra de Larrocha está constituida principalmente por cuadros de paisajes de Granada y escenas costumbristas de ambiente granadino, aunque también pintó naturalezas muertas, escenas religiosas y algunos retratos. Tras trasladarse a Buenos Aires, incluyó en su temática el paisaje de Argentina.

La mayor parte de su producción es de propiedad particular y tan sólo hay un óleo de 1890 titulado «La Cuesta de los Chinos» en el Museo de Bellas Artes de Granada.
|              |
| La Guarrina. |

|                              |
| La iglesia de san Bartolomé. |

|                                              |
| Patio de casa morisca de la plaza de Fátima. |

|                 |
| Granada nevada. |

|                          |
| Desde la Silla del Moro. |

|                      |
| Cuevas del Albaicín. |

|                          |
| Cuesta de san Cristóbal. |

|               |
| Casa morisca. |

|                 |
| Calle San Luis. |

|                                                           |
| La Cuesta de los Chinos. Museo de Bellas Artes de Granada |

|                                                     |
| Torre de los picos. Óleo sobre lienzo (27 x 38 cm). |

|                                                     |
| Carrera del Darro Óleo sobre lienzo (100 x 140 cm). |

|                                         |
| Bodegón Óleo sobre lienzo (50 x 41 cm). |

|                                                             |
| Río Darro (Buscador de oro) Óleo sobre lienzo (26 x 41 cm). |

|                                       |
| patio Óleo sobre lienzo (41 x 47 cm). |

|                                        |
| Gitana Óleo sobre lienzo (61 x 30 cm). |

|                                         |
| Bodegón Óleo sobre lienzo (46 x 78 cm). |

|                                        |
| Puerto Óleo sobre lienzo (50 x 40 cm). |